# Limotettix elegans
Limotettix elegans är en insektsart som beskrevs av Hamilton 1994. Limotettix elegans ingår i släktet Limotettix och familjen dvärgstritar. Inga underarter finns listade i Catalogue of Life.